# Gene Ammons and Friends at Montreux
Gene Ammons and Friends at Montreux è un album dal vivo di Gene Ammons, pubblicato dalla Prestige Records nel 1973. I brani furono registrati il 7 luglio 1973 al Jazz Festival di Montreux (Svizzera).

## Tracce
Lato A
1. Yardbird Suite – 7:26 (Charlie Parker)
2. Since I Fell for You – 8:20 (Buddy Johnson)
3. New Sonny's Blues – 7:37 (Sonny Stitt)

Lato B
1. Sophisticated Lady – 5:43 (Duke Ellington, Irving Mills, Mitchell Parish)
2. 'Treux Bleu – 17:24 (Gene Ammons)

## Musicisti
- Gene Ammons - sassofono tenore
- Cannonball Adderley - sassofono alto (solo nel brano: B2)
- Nat Adderley - cornetta (solo nel brano: B2)
- Dexter Gordon - sassofono tenore (solo nel brano: B2)
- Hampton Hawes - pianoforte, pianoforte elettrico
- Bob Cranshaw - basso elettrico
- Kenny Clarke - batteria
- Kenneth Nash - congas[4]